# Rapsodie op. 79
Le Rapsodie op. 79 sono due composizioni per pianoforte scritte da Johannes Brahms a Pörtschach nell'estate del 1879, quando il compositore aveva già raggiunto la maturità della sua carriera. Brahms le dedicò ad una sua amica, la musicista e compositrice Elisabeth von Herzogenberg.
- La Rapsodia N. 1 in si minore,  Agitato, è la più estesa; essa si articola in tre sezioni, di cui la prima e la terza in forma sonata, mentre la sezione centrale, nella tonalità di si maggiore, ha carattere lirico. La composizione si conclude con una coda nella tonalità di si maggiore.
- La Rapsodia N. 2 in sol minore, Molto passionato, ma non troppo allegro ha dimensioni più ridotte ed è in forma sonata.

In entrambi i brani l'esposizione procede piuttosto a lungo prima che la tonalità principale appaia definitivamente stabilita.
Massimo Mila ha lodato l'«impeto focoso» delle due composizioni e, riguardo alla Rapsodia op. 79 n. 1 «tutta scapigliata di romantici impeti», ha richiamato l'attenzione sull'«oasi centrale di una lunare melodia in maggiore da cui viene appena increspata la levigata superficie, come di specchio lacustre, degli ininterrotti arpeggi su cui essa si distende con dolcezza struggente e infinita».
Fra i più importanti interpreti discografici delle due composizioni si segnalano Julius Katchen, Marta Argerich e Glenn Gould.